# David Price (homme politique canadien)
Pour les articles homonymes, voir David Price (homonymie) et Price.
David Price (né le 2 juin 1945) est un électricien et homme politique fédéral et municipal du Québec.

## Biographie
Né à Sherbrooke en Estrie, il entame sa carrière politique en devenant maire de la municipalité de Lennoxville de 1989 à 1997. Précédemment, il sert dans la Milice de réserve de Sherbrooke de 1959 à 1965.
Élu député du Parti progressiste-conservateur du Canada dans la circonscription de Compton—Stanstead en 1997, il se rallie au Parti libéral du Canada peu avant sa réélection en 2000. Il est défait par la bloquiste France Bonsant en 2004 et en 2006.
Durant son passage à la Chambre des communes, il est porte-parole progressiste-conservateur en matière de Défense nationale de 1998 à 2000 et de Citoyenneté et Immigration en 2000. Il fut également secrétaire parlementaire libéral du ministre de la Défense nationale chargé du rôle de la réserve de 2003 à 2004.
Aux élections municipales de 2009, David Price est élu président de l'arrondissement de Lennoxville, à Sherbrooke.
Le 16 janvier 2025, il reçoit la Médaille du couronnement du Roi Charles III par la députée fédérale Marie-Claude Bibeau.